# Jamel Debbouze

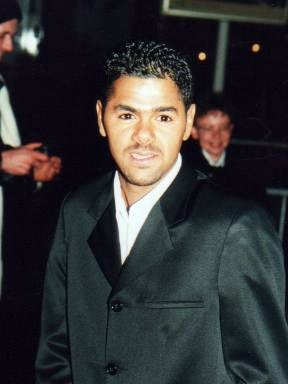
Jamel Debbouze

Jamel Debbouze, professionalment conegut senzillament com Jamel (París, 18 de juny de 1975), és un humorista i actor, principalment de comèdia, francès de pares marroquins i que va viure al Marroc durant la seva infantesa. La seva carrera professional però, l'ha desenvolupada a França, en francès, on és molt popular. Està casat amb Mélissa Theuriau des del 7 de maig de 2008, amb qui té dos fills.

## Espectacles
- 1996: C'est tout neuf
- 1999: Jamel en scène
- 2000: Jamel Show
- 2003-2004: Jamel 100% Debbouze
- 2007: Le Jamel Comedy Club envahit Le Casino de Paris
- 2009: Le Jamel Comedy Club Show

## Pel·lícules
- 1998: Zonzon de Laurent Bouhnik, personatge: Kader
- 1999: Le Ciel, les oiseaux et... ta mère ! de Djamel Bensalah, on fa de Youssef
- 2001: Amélie (Le Fabuleux Destin d'Amélie Poulain) de Jean-Pierre Jeunet, al qual fa de Lucien
- 2002: Astèrix i Obèlix: Missió Cleopatra (Astérix & Obélix : Mission Cléopâtre) d'Alain Chabat; Numérobis
- 2002: L'embolat (Le Boulet) d'Alain Berbérian i Frédéric Forestier; le maton malien
- 2004: She hate me de Spike Lee; Doak
- 2005: Angel-A de Luc Besson; André
- 2006: Indigènes de Rachid Bouchareb; Saïd
- 2008: Astèrix i Obèlix als Jocs Olímpics de Frédéric Forestier i Thomas Langmann; Numérobis
- 2008: Parla'm de la pluja (Parlez-moi de la pluie) d'Agnès Jaoui; Karim
- 2010: Fora de la llei (Hors-la-loi) de Rachid Bouchareb
- 2015: Pourquoi j'ai pas mangé mon père, director i guionista

## Doblatge dibuixos animats
- 1998: Dr. Dolittle de Betty Thomas; fa la veu francesa del conillet d'índies Rodney
- 2000: Dinosaure des Disney; fa la veu francesa del lèmur Zini
- 2003: Les Clefs de bagnole de Laurent Baffie, fa la veu d'un gos de plastilina

## Premis i honors
- 2002: Nominació al millor actor secundari al premi César pel seu paper a Amélie
- 2003: Nominació al millor actor secundari al premi César pel seu paper a Astérix i Obélix : Missió Cleopatra
- 2004: Gall de Vidre atorgat per la comunitat de francesos a Bèlgica
- 2006: Premi del Festival de Cannes a la millor interpretació masculina pel seu paper a Indigènes

## Curiositats
En un moment de l'espectacle La Vie Normale (La vida normal) del també humorista Gad Elmaleh, aquest imita a en Jamel.